# Fuchsbach
Fuchsbach (tyska) eller Liščí potok (tjeckiska) är ett vattendrag i nordvästra Tjeckien och östra Tyskland.